# Antonín Bárta
Antonín Bárta (* 13. září 1945) je bývalý český fotbalista, záložník.

## Fotbalová kariéra
V československé lize hrál za SONP Kladno. Nastoupil v 17 ligových utkáních a dal 1 ligový gól.

## Ligová bilance
| Ročník                                   | Zápasy | Góly | Klub        |
| ---------------------------------------- | ------ | ---- | ----------- |
| 1. československá fotbalová liga 1964/65 | 17     | 1    | SONP Kladno |
| CELKEM 1. liga                           | 17     | 1    |             |